# گای، روسیه
شهر گای، روسیه (به روسی: Гай) در کشور روسیه و در اوبلاست ارنبورگ واقع شده‌است.